# Anton Bengtsson
Anton Bengtsson, född 13 maj 1993 i Nässjö, senare uppvuxen i Nässjö, är en svensk professionell ishockeyspelare.